# Distrito de Kiskunhalas
Kiskunhalas (en húngaro: Kiskunhalasi járás) es un distrito en la parte sureste del condado de Bács-Kiskun. Kiskunhalas es también el nombre de la ciudad donde se encuentra la capital del distrito. El distrito se encuentra en la Región Estadística de la Gran Llanura del Sur.

## Geografía
El distrito de Kiskunhalas limita al noreste con el distrito de Kiskunmajsa, al este con el distrito de Mórahalom (condado de Csongrád), al sur con el distrito serbio de Bačka del Norte y el distrito de Bácsalmás, al oeste con el distrito de Jánoshalma y al noroeste con el distrito de Kiskőrös. El distrito de Kiskunhalas tiene 9 municipios habitados.

## Municipios
El distrito tiene 2 ciudades y 7 pueblos. (ordenados por población, al 1 de enero de 2012)
- Balotaszállás (1,497)
- Harkakötöny (934)
- Kelebia (2,583)
- Kiskunhalas (28,427) - capital
- Kisszállás (2,396)
- Kunfehértó (2,014)
- Pirtó (941)
- Tompa (4,543)
- Zsana (752)

Los municipios en negrita son ciudades.

## Galería

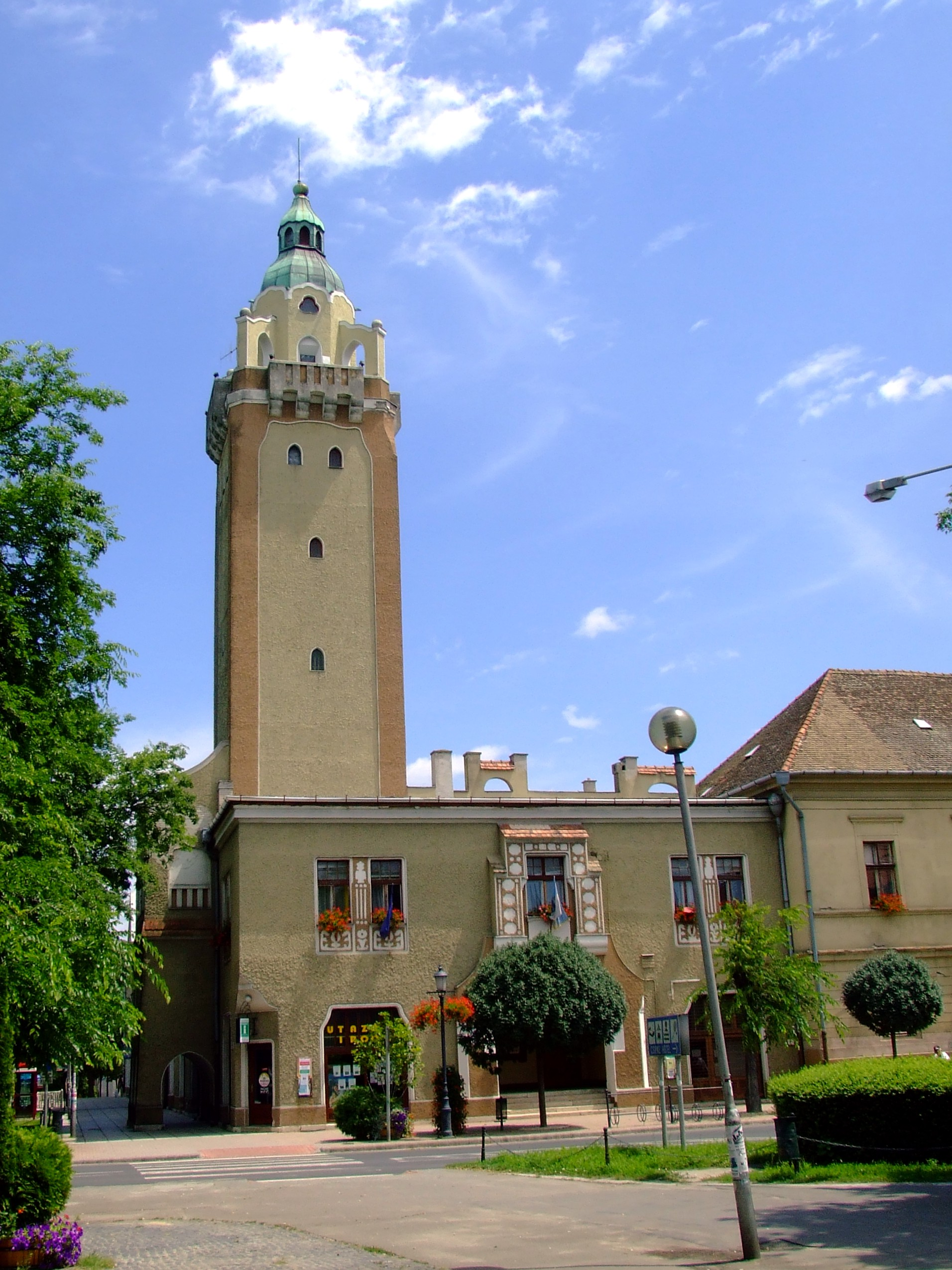
Kiskunhalas, Ayuntamiento
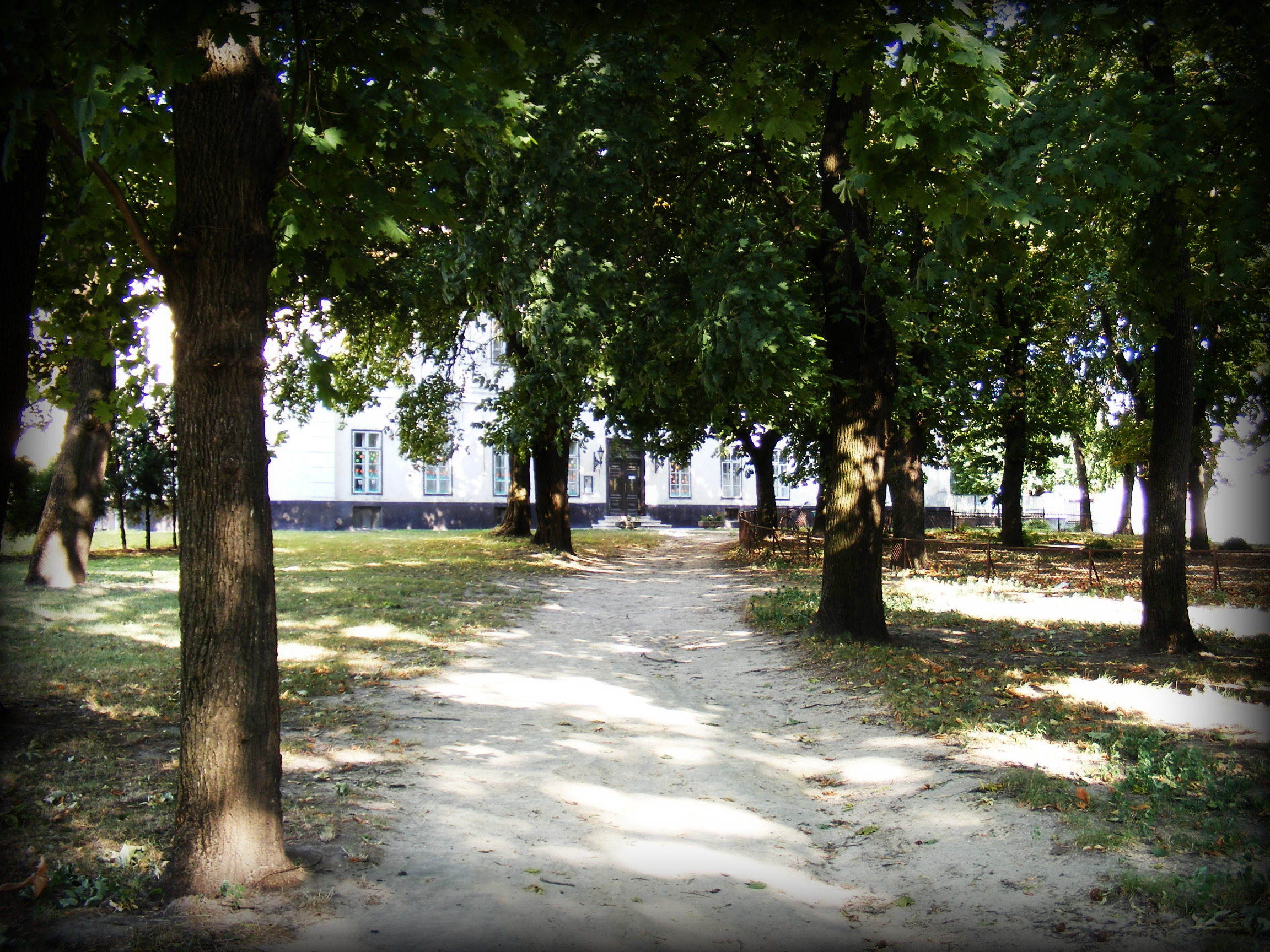
Mansión Boncompagni en Kisszállás
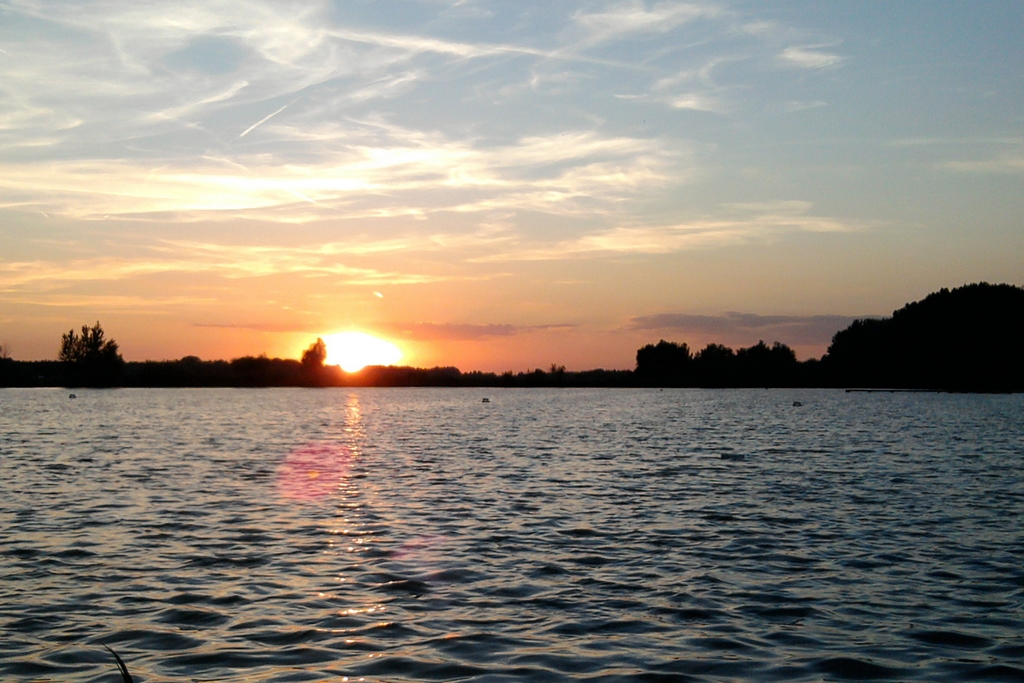
Lago en Kunfehértó
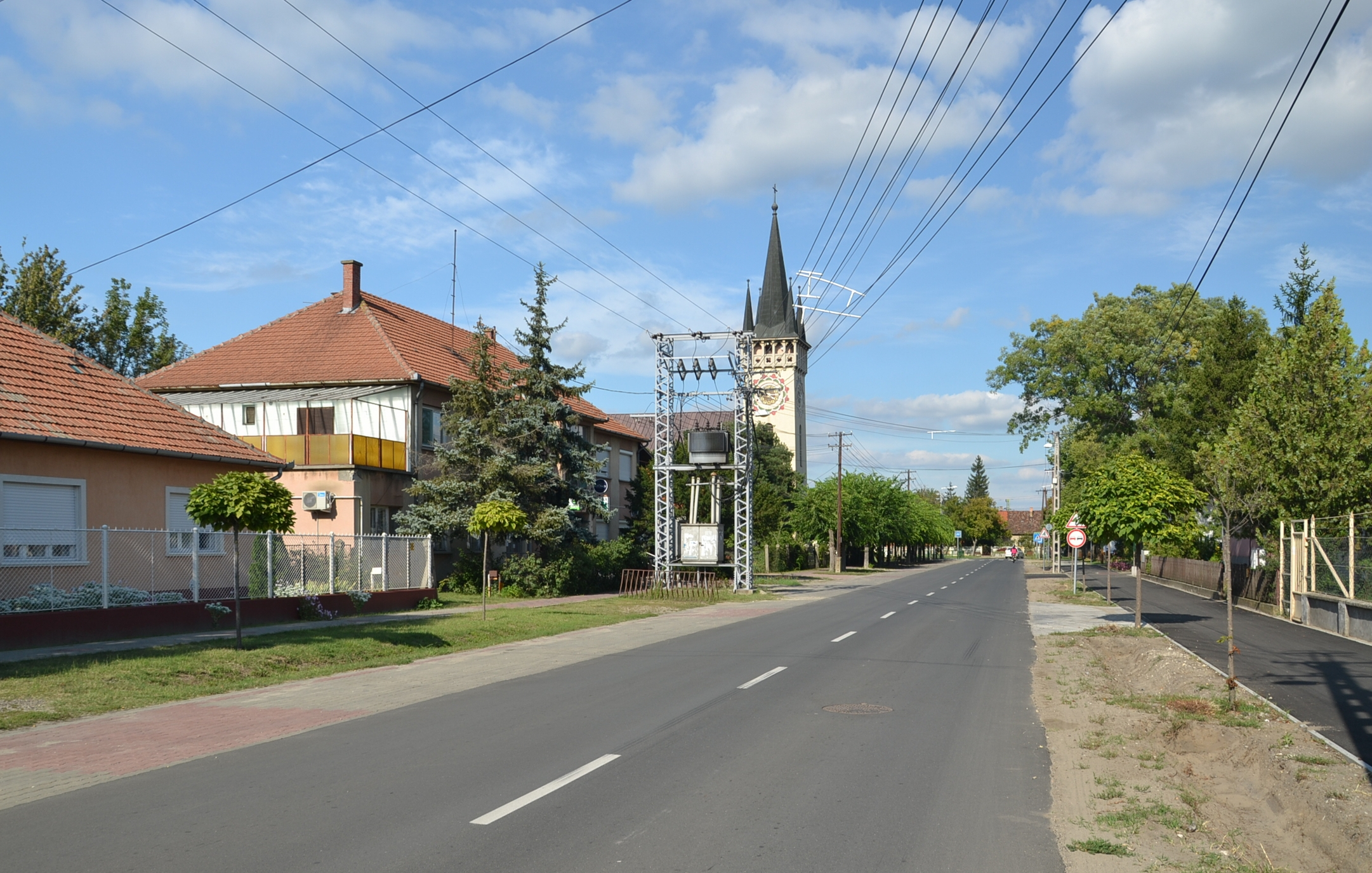
Vista de Kelebia